# Vagos
Vagos ist eine Vila (Kleinstadt) und ein Kreis (Concelho) in Portugal mit 4566 Einwohnern (Stand 30. Juni 2011).

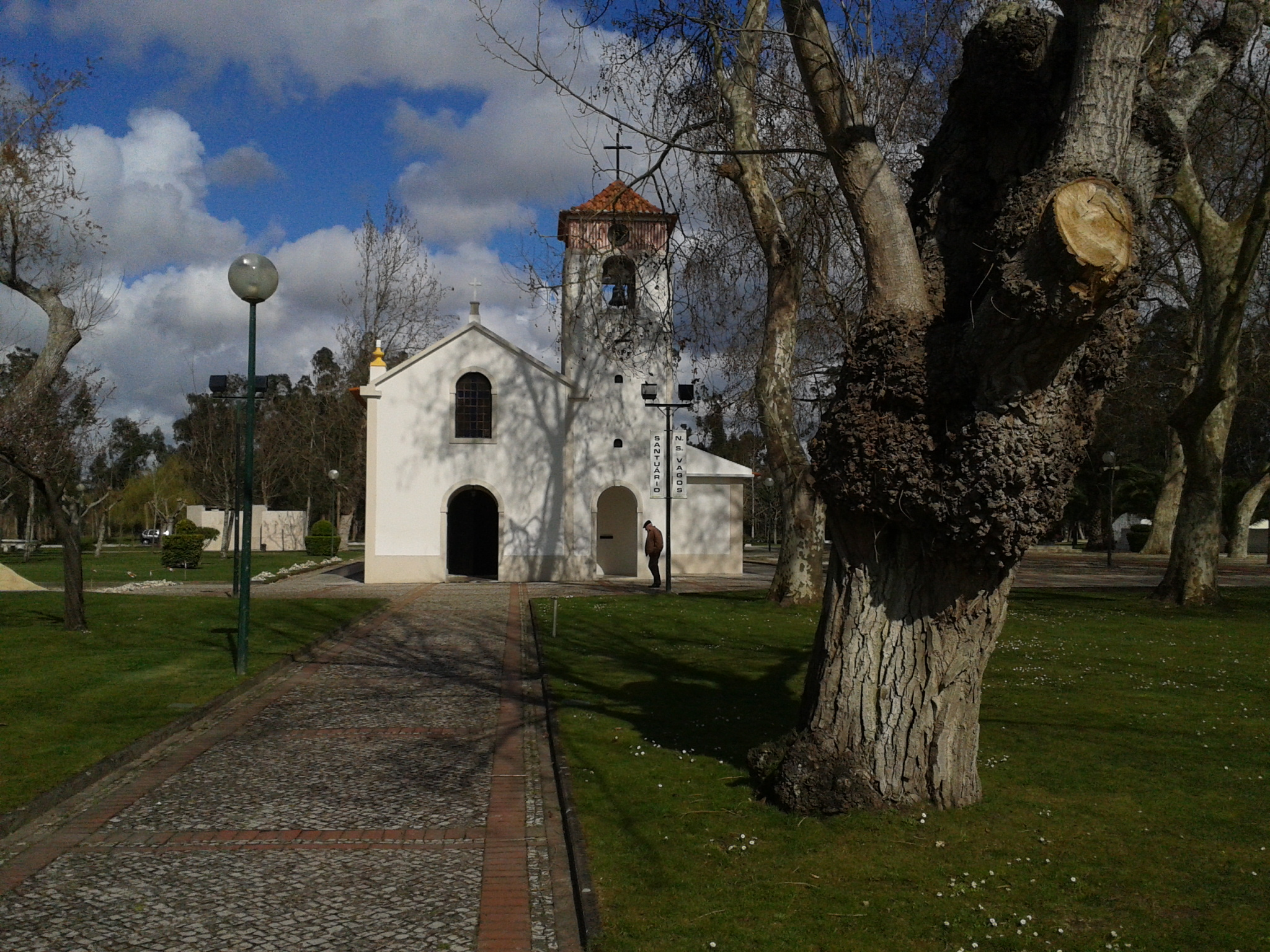
Die Wallfahrtskapelle Santuário de Nossa Senhora de Vagos

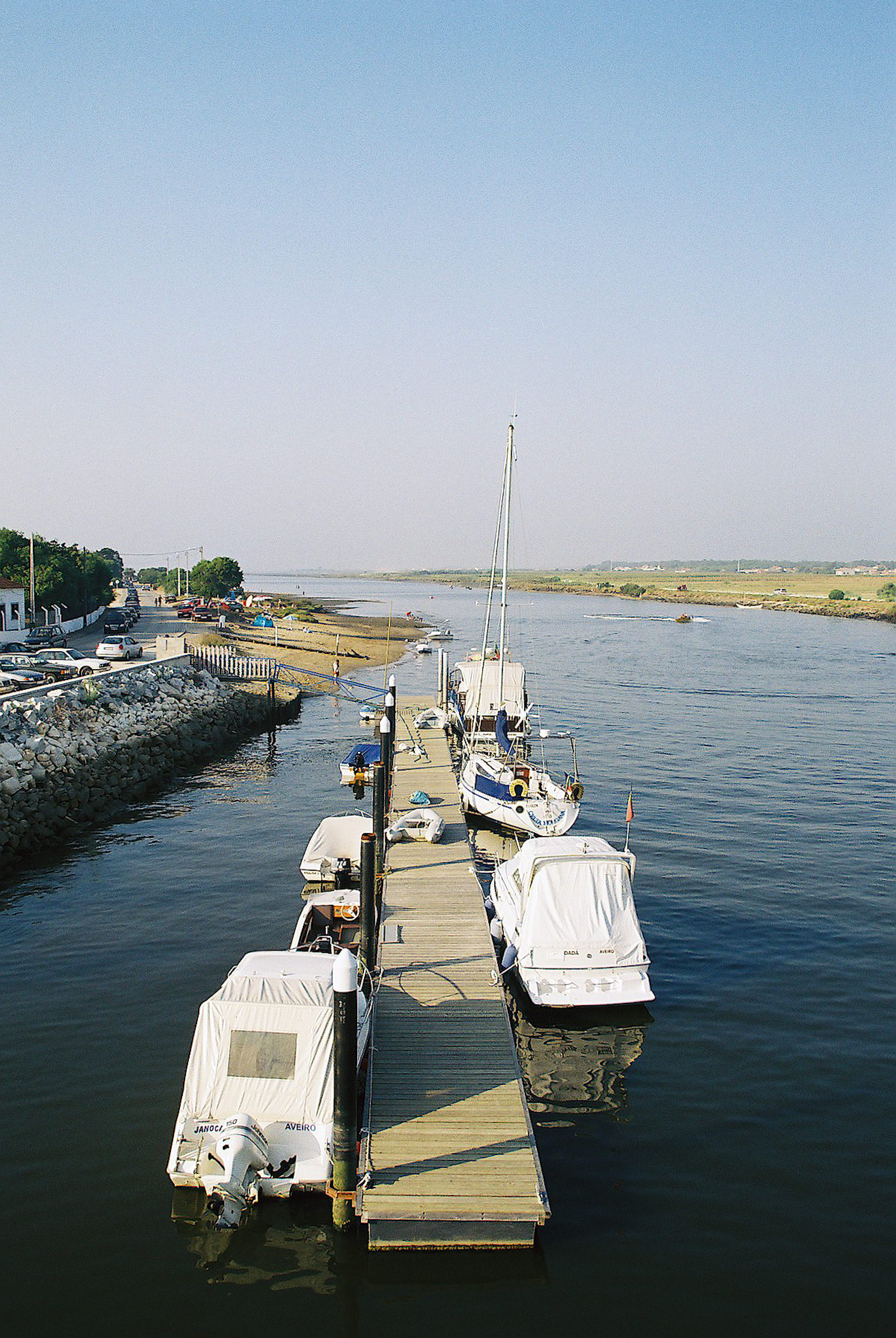
Im Kreis Vagos, unweit der Ria de Aveiro

## Geschichte
Nach einigen Thesen wurde der Ort von Phöniziern unter dem Namen Vacuus (etwa: herausgeworfen) gegründet, nach anderen erst von den Römern als Vacua (nach einem ausgetrockneten Nebenlauf des Rio Vouga). Weite Teile des heutigen Kreises lagen jedoch noch unter Wasser. Etwa zur Unabhängigkeit des Königreich Portugals im Jahr 1139 zog sich das Meer weiter zurück. 1190 verlieh König Sancho I. dem Ort seine ersten Stadtrechte (Foral), die 1514 durch Manuel I. erneuert wurden.

## Kultur und Sehenswürdigkeiten
Unter den verschiedenen Baudenkmälern von Vagos sind insbesondere Wind- und Wassermühlen und Sakralbauten, darunter die auf eine 1452 errichtete Kapelle zurückgehende, nach mehreren Erweiterungen Barock- und Renaissance-Elemente zeigende Gemeindekirche Igreja Paroquial de Vagos (auch Igreja de São Tiago).
Mit der Lagune Ria de Aveiro beginnt im Norden des Kreises ein Naturschutzgebiet.
Mit dem Museu do Brincar  befindet sich 2012 ein Museum in Vagos, dass sich der Kindheit und dem Spielen der Kinder widmet.
Seit 2009 findet hier alljährlich das Metal-Festival Vagos Open Air statt, das am 9. und 10. August 2013 an einem neuen Ort stattfindet, dem zentraleren Landgut Quinta do Ega, vor der Stadt gelegen.

## Verwaltung

### Kreis
Vagos ist Sitz eines gleichnamigen Kreises. Die Nachbarkreise sind (im Uhrzeigersinn im Norden beginnend): Ílhavo, Aveiro, Oliveira do Bairro, Cantanhede, Mira sowie der Atlantische Ozean.
Mit der Gebietsreform im September 2013 wurden mehrere Gemeinden zu neuen Gemeinden zusammengefasst, sodass sich die Zahl der Gemeinden von zuvor 11 auf acht verringerte.
Die folgenden Gemeinden (freguesias) liegen im Kreis Vagos:

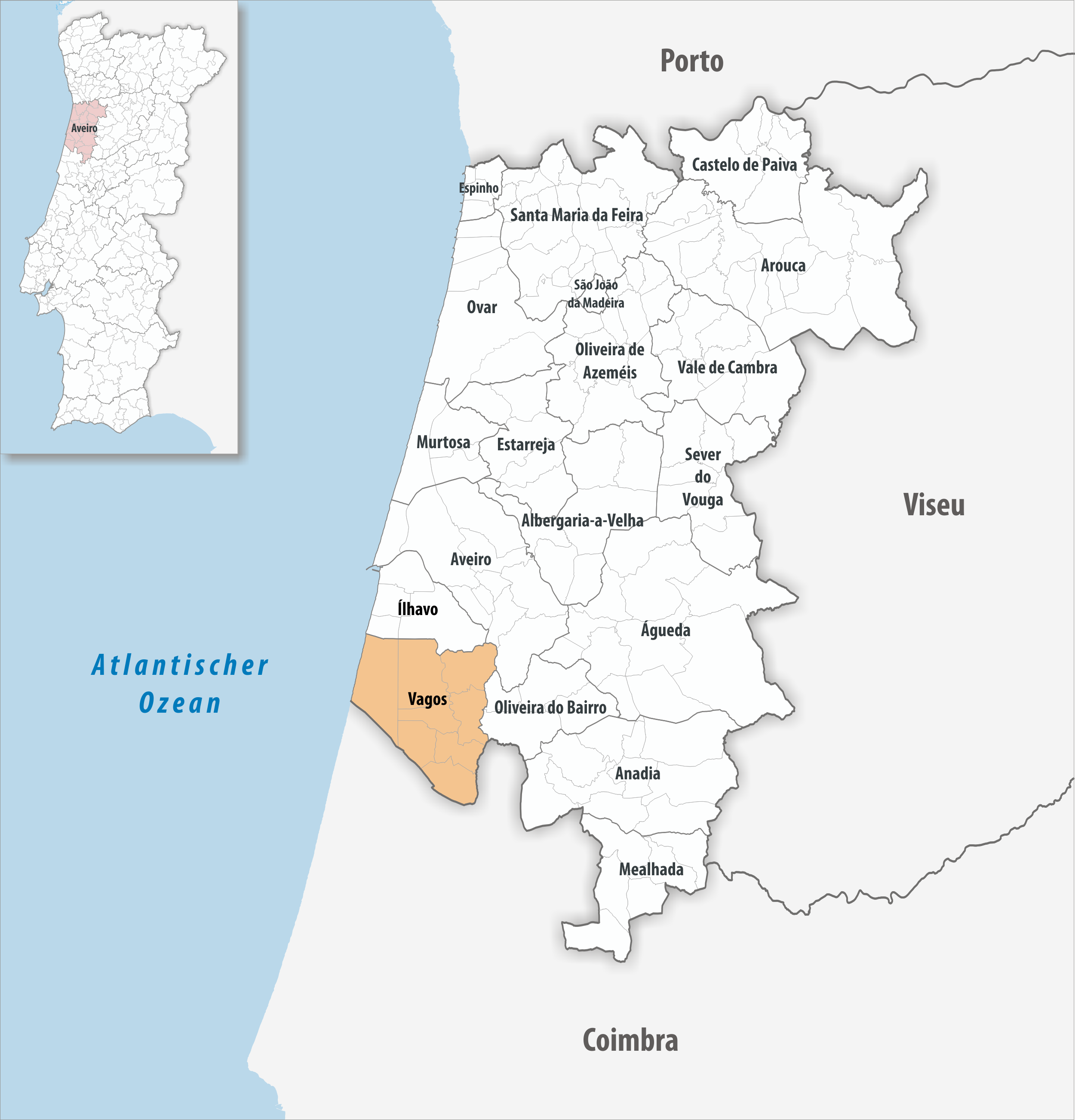
Kreis Vagos

| Gemeinde                        | Einwohner (2021) | Fläche km² | Dichte Einw./km² | LAU- Code |
| ------------------------------- | ---------------- | ---------- | ---------------- | --------- |
| Calvão                          | 2.186            | 14,84      | 147              | 011801    |
| Fonte de Angeão e Covão do Lobo | 2.016            | 17,55      | 115              | 011812    |
| Gafanha da Boa Hora             | 2.848            | 37,22      | 77               | 011804    |
| Ouca                            | 1.750            | 16,27      | 108              | 011805    |
| Ponte de Vagos e Santa Catarina | 2.883            | 13,32      | 216              | 011813    |
| Sosa                            | 2.817            | 21,69      | 130              | 011807    |
| Vagos e Santo António           | 6.340            | 31,32      | 202              | 011814    |
| Santo André de Vagos            | 2.046            | 12,69      | 161              | 011810    |
| Kreis Vagos                     | 22.886           | 164,90     | 139              | 0118      |

### Bevölkerungsentwicklung
| Einwohnerzahl im Kreis Vagos (1801–2011) | Einwohnerzahl im Kreis Vagos (1801–2011) | Einwohnerzahl im Kreis Vagos (1801–2011) | Einwohnerzahl im Kreis Vagos (1801–2011) | Einwohnerzahl im Kreis Vagos (1801–2011) | Einwohnerzahl im Kreis Vagos (1801–2011) | Einwohnerzahl im Kreis Vagos (1801–2011) | Einwohnerzahl im Kreis Vagos (1801–2011) | Einwohnerzahl im Kreis Vagos (1801–2011) | Einwohnerzahl im Kreis Vagos (1801–2011) |
| ---------------------------------------- | ---------------------------------------- | ---------------------------------------- | ---------------------------------------- | ---------------------------------------- | ---------------------------------------- | ---------------------------------------- | ---------------------------------------- | ---------------------------------------- | ---------------------------------------- |
| 1801                                     | 1849                                     | 1900                                     | 1930                                     | 1960                                     | 1981                                     | 1991                                     | 2001                                     | 2011                                     |                                          |
| 4047                                     | 6961                                     | 11.954                                   | 15.860                                   | 20.250                                   | 18.548                                   | 19.068                                   | 22.017                                   | 22.765                                   |                                          |

### Kommunaler Feiertag
- Pfingstmontag

### Städtepartnerschaften
- Guinea-Bissau: Bafatá (seit 1991)
- Kap Verde: São Vicente (seit 1992)
- São Tomé und Príncipe: Trindade (Distrikt Mé-Zóchi) (seit 1993)
- Brasilien: Ceara-Mirim, Bundesstaat Rio Grande do Norte (seit 1999)
- Frankreich: Léon (Landes) (seit 2000)[10]

## Söhne und Töchter der Stadt
- João Grave (1872–1934), Schriftsteller und Journalist
- Ramiro de Oliveira Leite (1927–1985), Trompeter in Venezuela
- António dos Santos (1932–2018), Bischof von Guarda
- Manuel Freire (* 1942), Musiker, Liedermacher und Sänger